# Dan Dare: Pilot of the Future
Dan Dare: Pilot of the Future est un jeu vidéo d’action-aventure développé par Gang of Five qui comprend le concepteur Martin Wheeler, et publié par Virgin Games en 1986 sur ZX Spectrum et Amstrad CPC puis par Electronic Arts sur Commodore 64. Le jeu s’inspire de la bande dessinée anglaise de science-fiction Dan Dare. Il débute alors que l’ennemi du capitaine Dan Dare, Mekon, menace de lancer vers la Terre un astéroïde transportant une bombe nucléaire. Pour l’en empêcher, Dan Dare et ses amis se rendent sur l’astéroïde mais Mekon parvient à capturer  deux d’entre eux. Le joueur peut alors commencer à explorer la surface de l’astéroïde afin de trouver l’entrée du complexe souterrain de Mekon, de libérer ses amis et de détruire le système de guidage de l’astéroïde afin de l’empêcher de détruire la Terre,. Une fois sous terre, le joueur doit utiliser les talents de boxeurs de Dan Dare pour vaincre ses ennemis et progresser dans le jeu,.

## Accueil
| Dan Dare |      |       |
| Média    | Pays | Notes |
| Zzap!64  | GB   | 94 %  |